# Donji Baraći
Donji Baraći su naseljeno mjesto u općini Mrkonjić Grad, Republika Srpska, BiH.

## Zemljopis
Nalaze se na putu od Mrkonjić Grada do Mliništa, (27 km od Mrkonjić Grada i 17 km od Mliništa) na križanju gdje se odvaja put za Šipovo (16 km). 

## Povijest
Donji Baraći su do sredine šezdesetih godina 20. stoljeća bili sjedište općine Baraći, koja je tada ukinuta i pripojena općini Mrkonjić Grad. Po popisu iz 1961. godine općina je imala 11.104 stanovnika (Srbi - 11.048, Hrvati - 21, Muslimani - 12, ostali - 23), a obuhvaćala je naselja: Donja Pecka, Donja Podgorja, Donji Baraći, Dragnjić, Gerzovo, Gornja Pecka, Gornja Podgorja, Gornji Baraći, Jasenovi Potoci, Medna, Mlinište, Novakovići, Trnovo i Ubavića Brdo.

## Stanovništvo

### Popisi 1971. – 1991.
| Donji Baraći       |              |              |              |
| godina popisa      | 1991.        | 1981.        | 1971.        |
| Srbi               | 518 (98,85%) | 612 (96,68%) | 730 (97,07%) |
| Hrvati             | 5 (0,95%)    | 6 (0,94%)    | 2 (0,26%)    |
| Muslimani          | 0            | 0            | 1 (0,13%)    |
| Jugoslaveni        | 0            | 7 (1,10%)    | 6 (0,79%)    |
| ostali i nepoznato | 1 (0,19%)    | 8 (1,26%)    | 13 (1,72%)   |
| ukupno             | 524          | 633          | 752          |

### Popis 2013.
| Donji Baraći       |              |
| godina popisa      | 2013.        |
| Srbi               | 294 (99,66%) |
| Hrvati             | 1 (0,34%)    |
| Bošnjaci           | 0            |
| ostali i nepoznato | 0            |
| ukupno             | 295          |